# El pecado de la inocencia
El pecado de la inocencia (título original: Sin of Innocence) es un telefilme estadounidense de drama de 1986, dirigido por Arthur Allan Seidelman, escrito por Wally Dalton, Jerry McNeely y H. Shireson, musicalizado por Georges Delerue, en la fotografía estuvo Robert Jessup y los protagonistas son Bill Bixby, Dee Wallace y Megan Follows, entre otros. Este largometraje fue realizado por 20th Century Fox Television, Jeremac Productions y Renée Valente Productions; se estrenó el 26 de marzo de 1986.

## Sinopsis
Dos padres solteros vuelven a formar matrimonio; sus hijos adolescentes, un varón y una mujer, empiezan a sentir una atracción impensada entre ellos.